# Manoir de la Houssaye (Caden)
Le manoir de la Houssaye est un édifice situé à Caden en France.

## Localisation
Le manoir est situé sur le territoire de la commune de Caden, au lieu-dit la Houssaye, dans le département du Morbihan en région Bretagne.

## Description
Le manoir date des XVIIe et XIXe siècles, édifice à un étage carré, construit en moellons sans chaîne en pierre de taille de granite. Toiture à longs pans recouverte d'ardoises, pignons couvert et découvert. Tour d'escalier en façade postérieure : escalier à vis sans jour.

## Historique
Le logis date du XVIIe siècle, l'élévation sud est remaniée vers 1940 ; les parties agricoles datent des XVIIe et XIXe siècles.
Le manoir est inscrit à l'inventaire général du patrimoine culturel.